# Miskinli (Gədəbəy)
Miskinli (titolo precedente: Rüstəm Əliyev) è un comune del distretto di Gədəbəy, in Azerbaigian. La sua popolazione è di 2 613 abitanti.